# Фернандес, Хилари
Хилари Джон Фернандес (англ. Hilary John Fernandes, 22 октября 1937, Найроби, Британская Кения) — кенийский хоккеист (хоккей на траве), нападающий.

## Биография
Хилари Фернандес родился 22 октября 1937 года в кенийском городе Найроби.
В 1960 году вошёл в состав сборной Кении по хоккею на траве на Олимпийских играх в Риме, занявшей 7-е место. Играл на позиции нападающего, провёл 6 матчей, забил 4 мяча (три в ворота сборной Италии, один — ОГК).
В 1964 году вошёл в состав сборной Кении по хоккею на траве на Олимпийских играх в Токио, занявшей 6-е место. Играл на позиции нападающего, провёл 1 матч, мячей не забивал.
В 1968 году вошёл в состав сборной Кении по хоккею на траве на Олимпийских играх в Мехико, занявшей 8-е место. Играл на позиции нападающего, провёл 10 матчей, забил 1 мяч в ворота сборной Нидерландов.

## Семья
Младший брат Хилари Фернандеса Лео Фернандес (род. 1942) также играл за сборную Кении по хоккею на траве, участвовал в летних Олимпийских играх 1964, 1968 и 1972 годов.